# Música de Panamá
La música de Panamá es el resultado del mestizaje, sobre todo el que se ha dado durante los últimos cinco siglos entre las tradiciones ibéricas, en especial las de Andalucía, y Canarias, las indígenas americanas y las de África occidental. Mestizaje que se ha enriquecido por el intercambio cultural causado por diversas oleadas de migraciones originadas en Europa, en diversos puntos del Caribe (en su mayoría de Barbados, Trinidad y Tobago, Jamaica y Santa Lucía), en Asia y varios puntos de Sur y Norteamérica. Estas migraciones se debieron a la colonización española de América, que se veía obligada a utilizar el Camino Real de Panamá como ruta comercial interoceánica, que incluía la trata de esclavos (institución abolida en Panamá en 1851); al tráfico, producto de la explotación de las minas de plata en el virreinato del Perú durante los siglos XVI y XVII; a las legendarias riquezas de la Feria de Portobelo, entre los siglos XVII y XVIII; a la construcción del Ferrocarril Transísmico, iniciado en 1850, y el Canal de Panamá, iniciado por Francia en 1882, concluido por Estados Unidos en 1914 y ampliado por Panamá desde 2007 hasta su inauguración en 2016.
Con esta rica herencia cultural, Panamá ha contribuido de forma importante al desarrollo de la cumbia, la décima, la saloma panameña, el pasillo, el bunde panameño, el bullerengue, el punto, el tamborito, la mejorana, el bolero, el jazz, la salsa, el reggae y el calypso, a través de compositores como Nicolas Aceves Núñez (pasillo, cumbia, tamborito y pasillo), Toni Moro (cantante de bolero y chachachá), Luis Russell (jazz), Ricardo Fábrega (bolero), José Luis Rodríguez Vélez (cumbia y bolero), Basilio (balada) Arturo "Chino" Hassan (bolero), Nando Boom (reggae), Toni Moro (cantante de bolero y chachachá), Lord Cobra (calypso), Rubén Blades (salsa), Danilo Pérez (jazz), Xantos Jorge (balada rock) Vicente Gómez Gudiño (pasillo), César Alcedo (pasillo) y Roque Cordero (clásica) Sech (Reguetón y Dancehall), entre muchos otros.

## Tamborito
La expresión musical que se considera más representativa de la panameñidad es el tamborito.
En él se interpreta con tambores y la voz viva de la cantante acompañada por un coro, es el canto empleado para alegrar las fiestas patronales de los diferentes pueblos del interior, y muy especialmente en los carnavales de la región en donde se da el tambor de calle o tuna que es la delegación que en recorrido por el pueblo acompañan a la reina escogidas para los cuatro días de jolgorio. La cantante más tradicional y de mayor trayectoria en Panamá es Lucila Aura Jaén Córdoba o Lucy Jaén.

## Punto
El punto es un género musical autóctono de Panamá, que incluye en su estructura la forma melódica y la coreográfica. Posee una composición creada específicamente para el baile, ejecutado por una sola pareja que hace gala de donaire, precisión y gracia. Es de pura ascendencia hispánica y es considerado el baile y género musical más bello y elegante de todo el Istmo de Panamá.
No es baile de toda una noche como puede serlo el tamborito y la cumbia panameña; el pindín y la mejorana. Se baila más bien como una demostración atractiva entre los minutos de descanso de un baile, para regalo de los ojos y goce del espíritu de la concurrencia a una fiesta. Si la pareja se luce, la concurrencia estalla en aplausos y hasta hay monedas que ruedan por el suelo, en su honor. Muchas veces los músicos, entusiasmados, han rendido su homenaje a los bailadores notables, 'doblando' los tambores como designan ellos al acto de inclinarlos frente a los pies de la dama.

## Cumbia

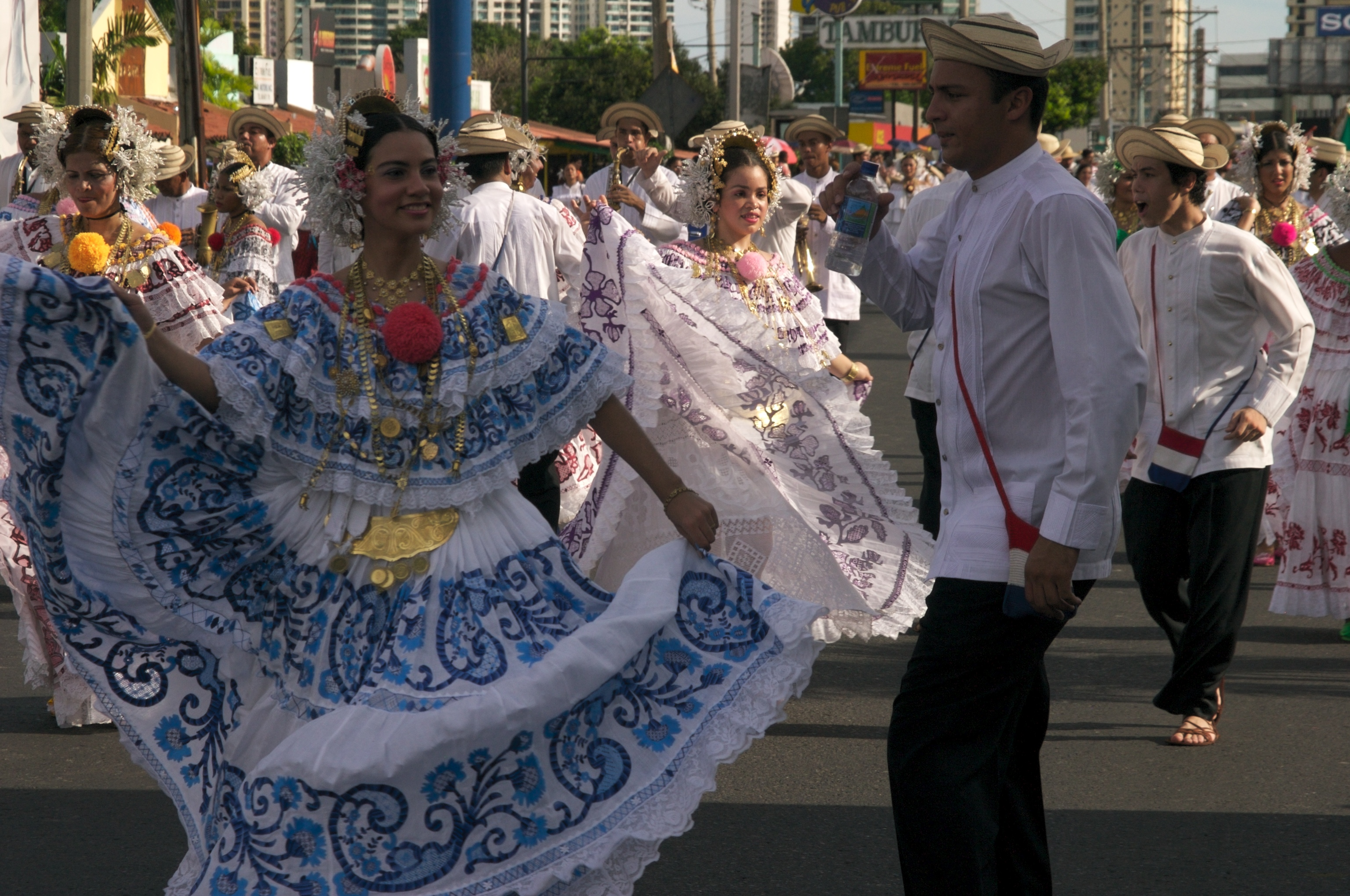
Pareja bailando cumbia panameña en desfile.

En Panamá, la cumbia es un género musical y baile reconocido como símbolo del folklore nacional, tiene una conformación coreográfica y musical en la que destacan elementos principalmente africanos, además de españoles e indígenas. En su instrumentación destacan básicamente los tambores (pujador, repicador o llamador, caja y tambora), maracas, churuca o guacharaca, rabel o violín criollo, flauta y desde finales del siglo XIX, el acordeón diatónico. Se desarrolla en gran parte del istmo con excepción de Bocas del Toro y las comarcas indígenas.
Investigaciones en la materia hablan de su aparición en la época Colonial, han llegado hasta nuestros días relatos de que era costumbre que al atardecer las familias criollas se reunían para recitar versos y ejecutar piezas típicas de su estirpe y de Europa en general, otras noches hacían bailar a sus esclavos, traían los tambores, pujadores, repicadores iniciándose así un baile, entre sus favoritos estaba la cumbia, para ello las parejas avanzaban al centro del cuarto, los hombres frente a las mujeres y gradualmente se iba formaba un círculo de parejas. El paso del hombre era una especie de saltito hacia atrás, mientras la mujer se deslizaba hacia adelante llevando una vela encendida en la mano sosteniendo con un pañuelo de colores bien vivos. También se registra sobre aquella danza en la fiesta religiosa que se celebraba en el mes de mayo que tenía como nombre "El Velorio de la Cruz" y el pueblo se reunía a rezar rosarios, cantaban letanías, y luego se formaban un baile donde se ejecutaban las cumbias, actualmente se mantienen vigentes en las comunidades del interior y en la capital del país.

## Congos
Los congos es una cultura, género musical y baile Afrocolonial concentrados principalmente en la Costa Arriba y Costa abajo de la provincia de Colón que se caracterizan por una expresión violenta y erótica al bailar y además asocian casi siempre una especie de representación mímica y teatral que tiene como temática, episodios históricos del infame comercio negro, de la esclavitud y las consiguientes rebeliones negras durante los tiempos de la conquista y de la colonia en él, así mismo es considerado el género y baile de Tambor más antiguo del Istmo de Panamá.

## Décima y mejorana
Aunque no se tiene la fecha exacta de cuándo se realizaron las primeras cantaderas en la región de Azuero, poetas y cantadores aseguran que la décima llegó con la colonización española. Al pasar los años los nuevos residentes aprendieron su canto y composición. En Panamá, la décima en su definición cantada tiene sus características: poeta-improvisador, intérprete y acompañantes. En el primer caso los poetas crean en el momento mismo de cantarla; en el segundo, los cantadores no escriben ni improvisan sino que memorizan lo escrito por otros y, en el tercero, se trata del músico o los músicos que acompañan a los improvisadores o intérpretes con guitarra nativa, guitarra española y violín.
Al acto de ejecutar el canto de la décima, acompañado de guitarra, mejoranera y violín se le denomina "cantadera". es
La mejorana goza de una variedad de ritmos denominados "Torrentes", entre los que tenemos los torrentes: Llanto, zapatero, cumbia zapateada, cumbia suelta, mejorana X 25, mejorana transportada, punto de gallina, pindingo, socavón, sueste, poncho, llanero, Valdivieso, Peralta y maruchas.
La mejorana o mejoranera en cuanto a instrumento, es una especie de guitarra pero más pequeña, con 5 cuerdas. En un tiempo anterior la mejorana acompañaba al rabel, una especie de violín, y al propio violín.
Lleva voces, guitarras mejoraneras y violines.
Una décima fija nace de la inspiración de los compositores. Los cantandores la memorizan y trata de buscar el mejor estilo melódico que se forma al tocar una serie de acordes consecutivos con la guitarra. Este estilo melódico se conoce como torrente (que puede ser tradicional) y es el que acompaña el canto de los versos o décima escrita.
Además de los torrentes libres, los torrentes reglamentarios son:
- Mesano:  estilo de empuje y ánimo. Se canta al campo; a la faena del campesino.
- Gallino: estilo de esfuerzo y esperanza. Se canta a las vivencias cotidianas, al amor.
- Zapatero: estilo alegre. Temas de actualidad, regocijo.
- Gallino lamento: estilo de melancolía. Torrente triste, se canta al desamor, a la mujer.

Estos torrentes se cantan en ese orden, antes de visitar otros torrentes como mesano montijano, o son María. La cantadera (festival de mejorana) termina generalmente con una "controversia", o pugna entre dos o más cantores sobre el torrente de socavón llanero, o de gallino pica'o.

## Bullerengue
Es un baile que se baila en pareja de carácter eminentemente erótico de conquista y amor.
Tiene su origen en la tradición darienita de que al momento de saber la mujer que su marido ha regresado victorioso de la cacería de animales, ella como la dueña de la celebración, invita a los tamboreros, a sus comadres y vecinos y monta su fiesta de tambor por el éxito de su marido en la caza.
En el bullerengue panameño el parejo va a prácticamente comerse a su pareja a besos y ella a cuidarla que el no la bese.
Se conserva como el sello de la raza darienita. No difiere mucho del tambor propiamente dicho, sino que en él se conserva toda la sabia de la sensualidad. Por lo simple de sus figuras se emparienta con los congos.
El baile solo tiene seguidilla y vueltas, pero carece de violencia se caracteriza más bien por la concentración o actitud introspectiva con la que la mujer realiza su desplazamiento. Resbala más que camina con pasitos menudos con toda la planta asentada y los pies muy juntos. Las piernas las lleva cerradas dando el aspecto de lujurioso fruto prohibido (a este movimiento se le conoce como “plantillas”). Mientras que el varón despliega toda su energía en gestos acrobáticos en rendiciones y provocaciones sensuales. La mujer alterna las plantillas con movimientos más amplios a veces y llega al paroxismo cuando ejecuta lo que se llama “bosar”, que es el tipo de mover las caderas y vientre, como en un trance solitario, el varón toma eso para acercarse y atacar la mujer por su parte esquiva y burla a su compañero con un rápido desquite y una vuelta.

## Bunde
En Panamá, el bunde es un tradición de siglos y en la actualidad es conocida como "la Navidad auténticamente panameña". La tradición oral de Garachiné recopilada en la obra "La Mercedes de Garachiné" de Raúl Forde, apunta que el bunde en ese pueblo se originó cuando la señora Mocha Dolores, encontró la figura del Niño Dios en las aguas del río San Antonio, quien conjuntamente con su hijo Faustino Arrocha y otros miembros del pueblo le compusieron canciones para festejarlo. Actualmente, el bunde es practicado para celebrar el nacimiento de Jesús.
Para aquella celebración se utiliza, un cajón de madera rudimentario ejecutado con baquetas o palos, un tambor y unas maracas acompañadas de unas cantantes.

## Música típica de Panamá
La música típica, pindín o simplemente típico es un género musical y baile autóctono de Panamá, que representa la transformación de la música Panameña anónima y folklórica a la conformación de conjuntos de música típica popular de autor con ánimo de lucro.
En su evolución a mediados del siglo XX toma ritmos e instrumentos de la música latina contemporánea pasando a ser un híbrido musical con marcada prevalencia de la música folclórica panameña e influencias rítmicas e instrumentales provenientes del danzón, salsa, merengue dominicano, son cubano y el vallenato.
La música típica popular se diferencia de la folclórica en que esta tiene mayor libertad en la realización de fusiones y la instrumentación empleada por sus intérpretes. Emplea el acordeón, la churuca, tumbas (en lugar de tambores), timbales, bajo eléctrico, guitarra eléctrica, voz masculina, voz femenina y saloma.
Sus principales exponentes son: Nicolas Aceves Nunez, compositor y maestro de acordeón, Yin Carrizo, Ramiro Delgado ,  Victorio Vergara ,Vladimir Atencio , Inocente Sanjur, Teresín Jaén, Alfredo Escudero, Osvaldo Ayala, Dorindo Cárdenas, Ceferino Nieto, Ulpiano Vergara, Herminio Rojas, Samy y Sandra Sandoval, Lucho De Sedas, Nina Campines, Esthercita Nieto y Rogelio Gelo Córdoba, este último fue el primer acordeonista panameño fallecido en 1959. Las provincias más difusoras del típico son Veraguas, Herrera , Los Santos y Provincia de Chiriquí.

### La tamborera
Es un género musical creado por el músico panameño Ricardo Fábrega durante la primera mitad del siglo XX, nacido del tamborito y la cumbia panameña mezclado con el son y danzón cubano, cuyo objetivo era identificar cada uno de los sectores geográficos del país, con propósito de integrarlos a su devoción por las instituciones raizales de nuestra identidad cultural.
La tamborera se dio a conocer en toda Latinoamérica por su famosísima canción "Guararé" que forma hoy parte de los clásicos de la música latinoamericana, por la "Cocaleca" que fue adaptada al mambo por Benny Moré y por "El tambor de la alegría", quizás la tamborera más conocida a nivel latinoamericano y cuyo texto se relaciona directamente con Panamá y sus tradiciones. Además destacan otras canciones como: "Santiagueñita", "Chiricanita", "Agüita de canela", "Mi negro", "El filo", "Chichaco por los aires".

### La murga de Panamá
La murga es un género musical ejecutado por un grupo de músicos callejeros propio de los carnavales de las provincias centrales de Panamá, creado por el músico Manuel Consuegra Gómez, a mediados del siglo XX, donde transporta el ritmo tradicional de los Carnaval de Las Tablas, El Tamborito a la orquesta.
Alcanzó su reconocimiento internacional con el tema La murga de Panamá, de la autoría de Héctor Lavoe y Willie Colón, que además de ellos otros artista de salsa como Rubén Blades y Oscar De Lleón.

## Música popular de corte marcial
Es un movimiento musical propio del siglo XX, en el que los músicos Panameños han hecho una mezcla de ritmos militares con la música popular latinoamericana contemporánea, dando como resultado dos manifestaciones musicales: Las Dianas y las Bandas Independientes eran muy populares.

### Las dianas
Los toques de dianas tradicionales son celebrados en el Palacio de las Garzas, Presidencia de la República. Se da entre las 4:00 a. m. y 6:00 a. m. del 3 de noviembre de cada año, en conmemoración a la separación de Panamá de Colombia. Los distintos estamentos de seguridad del Estado se congregan para hacerle honor a la patria con sus tonadas populares y folclóricas, a la vez se da una especie de competencia entre estas para ver quien tiene más popularidad entre los dignatarios y el pueblo que se congrega en los alrededores. La Presidencia de la República ofrece refrigerios, licor y comida (empanadas, emparedados y dulces) a los presentes.
Datos históricos revelan que a las 6:00 de la tarde del 3 de noviembre de 1903 al declararse la Separación en el Cuartel de Chiriquí de las Ciudad de Panamá se entonaron con el Clarín toques de Dianas en señal de Celebración, luego los Bomberos salieron a las calles con sus clarines y tambores a recorrer las calles con los ciudadanos emocionados a celebrar la gesta patriótica al son de cornetas y tambores.
Con la evolución del tiempo las dianas se han adecuado a los tiempos modernos con nuevos instrumentos, pero no se ha eliminado el clarín que es un instrumento meramente militar, Primer Instrumento que Celebró la Separación de Panamá de Colombia.
Las dianas panameñas tienen sus raíces al mezclar la rigidez militar con las tonadas folclóricas y populares del pueblo dándole un sabor único entre lo militar y lo popular.

### Las bandas independientes
Las bandas independientes son un fenómeno popular, cultural y musical de Panamá conformadas por egresados de las escuelas oficiales del país desde mediados del siglo XX, tienen como antecedente directo las Dianas Panameñas en el paradigma de mezclar lo marcial con lo popular.
En estas bandas se mezclan la seriedad y rigidez de los toques marciales con ritmos de música popular, presentan una mezcla coreográfica provenientes de las bandas marciales con movimientos corporales propios del folclore Panameño, salsa, Reggae y Reguetón por las mujeres y hombres que las conforman.
Las bandas independientes panameñas como fenómeno cultural y popular ha llegado a influenciar el estilo de ejecución de las bandas musicales del vecino país Costa Rica, en la que producto del intercambio migratorio entre ambos países los músicos costarricenses fueron influenciados y adoptaron el formato completo de los patrones Panameños, para crear sus propias bandas independientes.
Este fenómeno es comprobado con la creación de la Banda Independiente El Imperio de Costa Rica, que tiene como fecha de fundación el 2001.

## Música tropical

### Salsa
Panamá es un país con una cultura caribeña muy ligada a la salsa. El principal músico de salsa del país es Rubén Blades, quien ha alcanzado el estrellato internacional, formando parte durante algunos años de la afamada disquera Fania Records en la ciudad de Nueva York. Entre otros músicos se encuentra Víctor "Vitín" Paz, uno de los pilares de la trompeta de jazz latino y quien fue una piedra angular de la Fania All Stars desde hace muchos años. También se puede nombrar al afamado compositor Omar Alfanno, Roberto Blades, Los hermanos Gaitanes, el cantante Willie Panamá y al panameño radicado en Francia, Luis Argumedes Rodríguez, más conocido como Camilo Azuquita, quien fue unos de los primeros músicos caribeños en llevar la música Salsa al Viejo Continente.

### Calipso
Panamá también cuenta con una vibrante historia de la música Calipso, esta música llegó a territorio istmeño, específicamente en la Provincia de Colon y Bocas del Toro, debido a la inmigración de obreros traídos de Trinidad y Tobago para la construcción del Canal de Panamá. Este género musical ha sido cantado por músicos de renombre como Lord Panamá, Delicious, Smokey Dos Pistolas, Trixie Señora, Kitty Señor, entre otros.
Es un género musical , donde no existe una danza en especial.
Su vestimenta es casual para los hombres y mujeres

### Combos nacionales
Movimiento de música tropical panameño que se desarrolló con mucha intensidad en las ciudades de Panamá y Colón entre 1960 y 1985, fusiona el calipso con el jazz, blues, soul, salsa, música típica, rock, y una gran variedad de ritmos de América y el Caribe. Sus principales exponentes son: Los Mozambiques, El Combo Impacto, Gabino Pampini, Los Persuaders, The Beachers, Lord Cobra, Arcadio Molinar, Los Soul Fantastics, Los Exciters, Los Naturales, Los Arco Iris, Los Astros del Ritmo, Jaime Morrel, y Los Excelente la música se puede manifestar de varias maneras y una de ellas es la música vocálica.

### Reggae en español
El reggae en español (también llamado localmente en Panamá como "plena") es un género musical practicado en Panamá que se deriva del dancehall jamaicano y algunas otras innovaciones como mezclas de soca o música haitiana, también tiene algunas influencias de sonidos africanos.
Este género incursión en Panamá a finales de los 70, principio de los años 80. Al principio los cantantes panameños (también llamados rapeadores o regueseros), 
Al transcurrir el tiempo los panameños fusionaron este ritmo, con ritmos caribeños como el soca, compa (música haitiana) y calipso, además del rap y ritmos locales obteniendo así ritmos propios como el reggae bultrón y el reggae soca.
Entre los precursores del reggae en español se encuentran: Renato, Nando Boom, Chicho Man, Calito Soul, Apache Ness y El General, este último considerado el padre del Reggae en español.
En la actualidad los principales exponentes del reggae panameño son: Danger Man, Kafu Banton, Aldo Ranks, El Roockie, Makano, Flex, Joey Montana, Demphra, Mr. Saik, Japanese, Comando Tiburón, Akim, Dubosky, Eddy Lover, El Boy C, El Gs Kartel, Mr Fox, El Boza, Sech, entre otros.

### Reguetón
El reguetón es un género musical muy popular en el Caribe y en América Latina. Su sonido se deriva del reggae, influido por el hip hop. Se desarrolló en los años noventa en Puerto Rico, nace y surge a partir de la fusión del reggae en español de Panamá con el hip hop que se practicaba en Puerto Rico.[cita requerida]
El reguetón se influenció mayormente de su predecesor el reggae en español. Pero el género ha evolucionado y cambiado según el paso del tiempo en la isla de Puerto Rico; se ha convertido en parte de la cultura urbana de esta isla.[cita requerida]
Las raíces del reguetón remontan a la aparición del reggae en español en Panamá hacia mediados de los años 1970, luego fue evolucionando en Puerto Rico a principio de los años 1990 donde recibió su nombre. El reguetón empieza como una adaptación del reggae en español hecho en Panamá a las realidades urbanas de Puerto Rico. A pesar de haber nacido en esta isla, el género es muy aceptado en Panamá y recuerda las raíces musicales panameñas de la que se inspiraron los puertorriqueños en la creación de este híbrido del reggae en español.[cita requerida]

## Música Contemporánea

### Jazz
Panamá tiene una larga historia en el jazz, empezando por Luis Russell, pianista, compositor y director, que viajó a Nueva Orleans en 1919 e hizo importantes contribuciones. Por la década de 1940 la ciudad portuaria de Colón contaba con al menos diez orquestas de jazz locales. Las leyendas del Jazz en Panamá incluyen al pianista y compositor Víctor Boa, el bajista Clarence Martin, la cantante Barbara Wilson y el trompetista John "Rubberlegs" McKindo. En la actualidad, otro importante músico de jazz en Panamá es el trompetista Víctor "Vitín" Paz.
Este legado del Jazz fue revitalizado recientemente cuando el afamado pianista panameño Danilo Pérez organizó el primer Festival de Jazz en enero del año 2004. En la actualidad aún sigue vigente todos los años y es uno de los más grandes e importantes festivales de jazz en América.

### Balada Romántica
Panamá desarrolla este género en los años 1970 con Grupo Ebony.
En los 80 surgen grandes intérpretes como Basilio, Nilena Zisópulos, Roger Bares, Cutito Larringa, Anayansi de Panamá, Dumas, Carrizo y Morgan, José Daniel y Henry Gorgona.
En los 90 surgen Irma T, Alexander Gligo, Iván Barrios, Xantos Jorge (quienes combinaron el rock con la balada romántica), etc.

## Rock, Punk y Metal
Ya a inicios de la década de los años 1970, empieza a surgir una pequeña corriente roquera con la influencia de los llamados "zonians" (ciudadanos estadounidenses que vivían en las bases de la zona del canal de Panamá), pero era poco común ver dichas presentaciones, solo en los bares "americanos" y en los eventos y ferias que se hacían dentro de las bases. Del lado panameño surgen bandas como The Monsters, Woodstock, Hot Apple Pie entre otras. Estos serían los pioneros del rock en Panamá. Solían tocar en locales de bolos, bares y restaurantes de la localidad y en el recordado antro The Golden Key. Estas bandas nacionales también eran invitadas a tocar en la Zona del Canal por las bandas de los zonians. Las influencias de estas primeras bandas se basaba en el rock de finales de los 60, inicio de los 70, el rock ácido y psicodélico de bandas como Cream, Grand Funk Railroad, por mencionar algunas, y Santana por sus raíces hispanas. En esta época se llevan a cabo diversas actividades, conciertos, entre los que destacan el concierto de Carlos Santana el 30 de septiembre de 1973.
A principios de los años 1980 comienzan a formarse bandas de rock como: Océano, Peso Neto, Pair-A-Dice, Tierra de Nadie, Alpha Crusis, ROGAM, Cabeza De Martillo (antes llamados Hammerhead), y Los 33, que serían las pioneras de este género en el país, o bandas como Teddy Bear and the surfing Punks society (Primera banda de Punk Rock Panameña) que luego se convertiría en Los Tímidos y que venían a apadrinar el punk nacional y se presentaban con un atuendos y maquillajes para apoyar su performance. Este movimiento se generó en el bar "Groucho Pub" que hizo el papel de base o cuartel del rock nacional a finales de los 80's. Tuvimos también la visita de bandas internacionales como: Quiet Riot, Joan Jett and The Blackhearts y Black and Blue entre otras, con gran asistencia del floreciente público roquero panameño.
Paralelo a esta época, se desarrolló una escena subterránea de bandas de géneros como el Metal, Punk y Hardcore. Entre las que destacaron Estado de Sitio, Caras de Hambre, Los Psicópatas, Diarrea, Los Pampers, Los Agitadores, entre otras, que llegaron a complementar el escenario del rock nacional con su sonido fuerte y enérgico. 
Con la llegada de la década de los 1990, este movimiento se amplia y nacen bandas como Rencilla, Mala Hierba, No/Hay/Día, Factor VIII, Calibre 57, Reyerta, Morttus Spiritus Noctis, 2 Huevos 1 Camino, Cage9, Big Fat Hen (después llamados Polyphase), entre otras. Muchas están vigentes en la actualidad.
También surgieron agrupaciones como Los Rabanes, Os Almirantes, Son Miserables, Xantos Jorge, Instinto, que lograrían gran popularidad. El primer solista de rock fue Yigo Sugasti ex Peso Neto que lanzó en 1998 su primer trabajo "La ruta crítica del viaje". 
Paralelo a la escena de rock en tu idioma de los 90, germina una escena alternativa de rock con bandas que brindaban una propuesta de rock que apuntaba a la experimentación de sonidos, ritmos, fusiones y letras poéticas. Entre ellas podemos destacar: Tribu, Antiguos Reyes de Donde?, Maleza, Mandala, Ties, Kama Kaya, entre otros. A finales de los 90 se forma la agrupación Santos y Demonios quienes hacen un debut participando en el Festival Navirock 1999. En el año 2001 fueron banda revelación del año por Radio 10, emisora de rock más relevante de panamá.
Cage9 es una de las bandas más importantes del país, primeramente formada por el actual guitarrista y vocalista Evan Rodaniche y demás músicos del país, que en el año 2002 decide radicarse en la ciudad de Los Ángeles, Estados Unidos.
En la primera década del siglo XXI, empiezan a formarse bandas de Rock Alternativo y Punk Rock, destacando TMV, MD, Polyphase, Lemmiwinks, Gargage, Radicales Libres, SK, Satelitte 3, Cienfue, Out-Reazon, entre otras.
Muchas de estas han llegado a ser populares en varios países de Latinoamérica como Costa Rica y Colombia, así como en México, Estados Unidos y hasta Japón.
Cabe destacar que en el año 2008, Los Rabanes con su sexto y exitoso disco "Kamikaze", se convierten en la primera banda de rock panameña y hasta ahora única en la región de Centroamérica en ganarse un Grammy Latino, específicamente en la categoría de mejor álbum de rock vocal dúo o grupo.
En los años posteriores a 2010 empezaron a salir nuevas producciones de bandas de Rock Panameñas bajo un nuevo movimiento de producciones digitales y caseras. Se destacan producciones de las bandas Italics, Luci and The Soul Brokers, Pepe Calavera, Billy Mata (Ex Santos y Demonios/Tribu y vocalista de Estado de Sitio), Carlos Méndez, Exnovios, Llevarte a Marte, Komodo, Cienfue, MD, Stone Sonora, CRISAN y Calibre 57.

### Festivales más importantes
Los eventos usuales donde se presentan las bandas de rock son el Festival Contracultura, Manso Fest, Rock Al Libertador, Barro Fest., Los Festivales Arte en la Plaza de A 6 Cuerdas, Festival Mupa (estatal), la Fiesta de la música, Pixbae Rock Fest, Balboa Rock Fest, Hellfest, Metal Massacre, Cultura Sobre Ruedas, Navirock, Gas Pimienta (Chitré, provincia de Herrera), Festival Rock a la Playa (Gorgona), entre otros.